# Petrikyrkan, Berlin

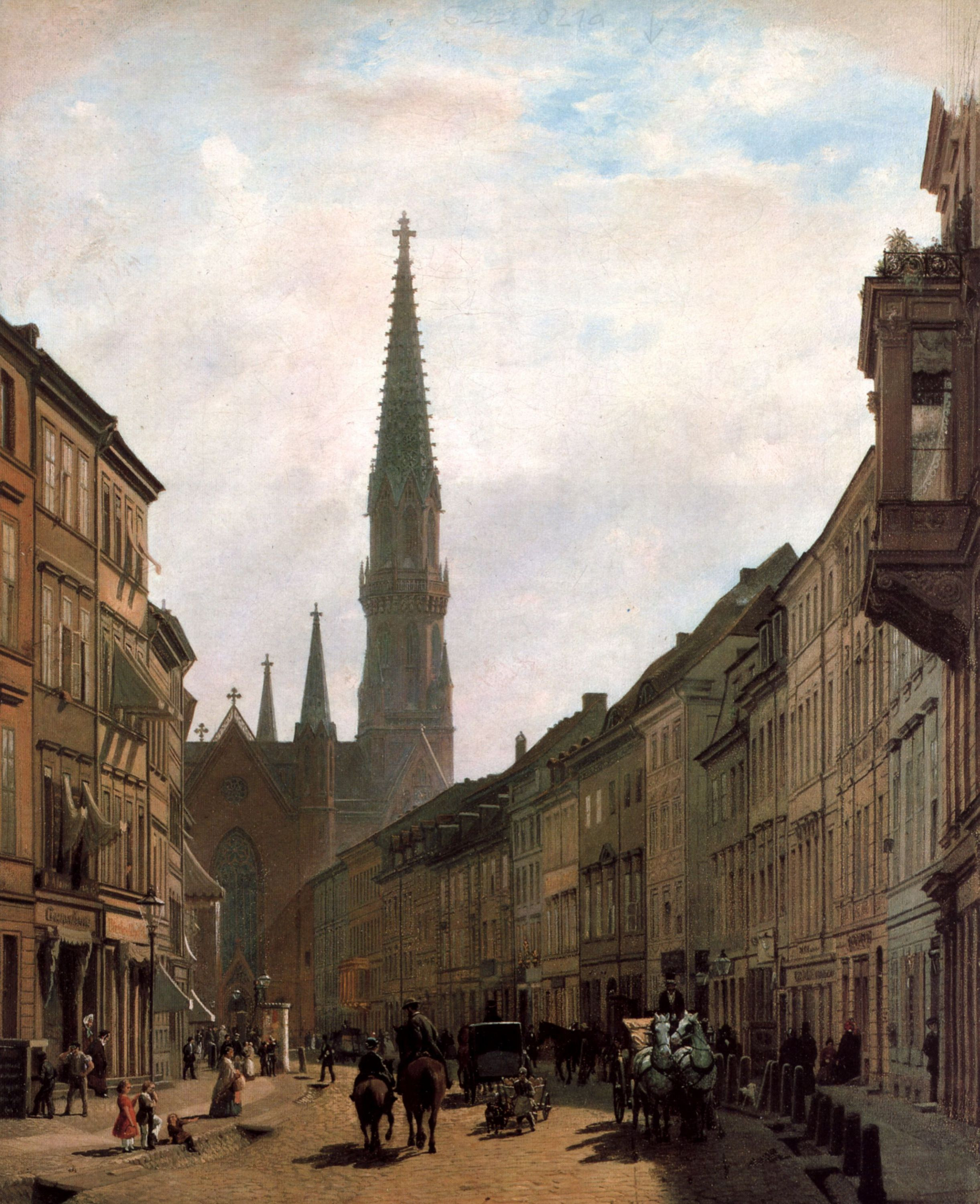
Den nygotiska Petrikyrkan sedd från Brüderstrasse, målning av Eduard Gärtner 1863.

Petrikyrkan (tyska: Petrikirche) var en kyrkobyggnad i centrala Berlin, belägen vid Petriplatz på Spreeinsel och namngiven efter aposteln Petrus. Kyrkans äldsta föregångare var en av Berlins äldsta kyrkor, grundad av premonstratensmunkar från domkyrkan i Brandenburg an der Havel och uppförd i romansk stil i början av 1200-talet. År 1237 omnämns en kyrkoherde i kyrkan, som från denna tid fungerade som stadsförsamlingskyrka för den dåvarande staden Cölln, som senare slogs samman med Berlin. Denna kyrka kom senare att följas av nybyggen i gotisk stil och barockstil. Kyrkans anslutande kyrkogård var i bruk fram till 1717. 

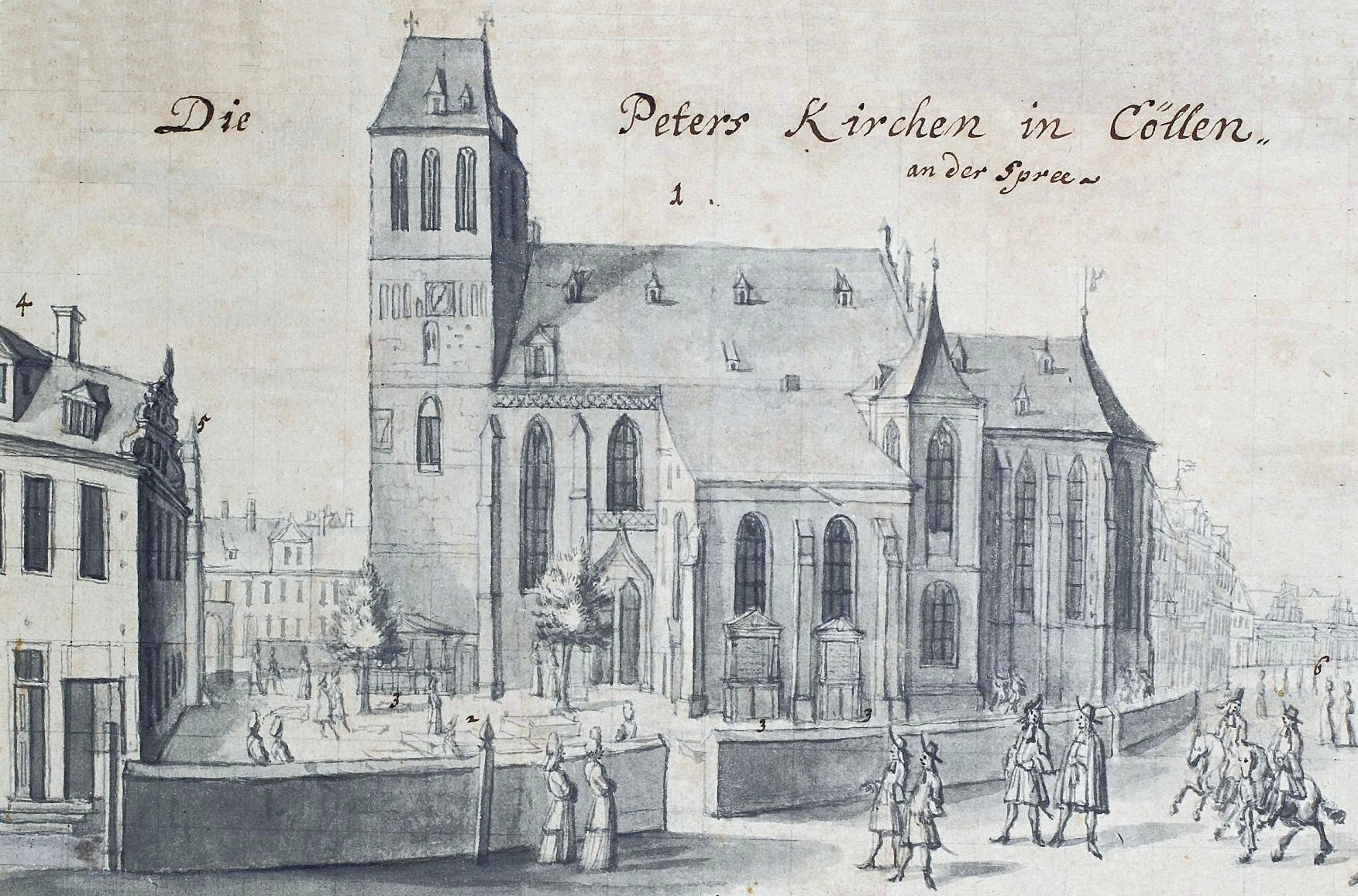
Petrikyrkan i sitt gotiska utförande omkring 1690.

Petrikyrkan skadades svårt i bränder 1730 och 1809. Vid den senare branden brann kyrkan helt ned till grunden och stod i ruiner i många år, innan den åter byggdes upp i nygotisk stil 1847–1853, efter ritningar av Heinrich Strack. Denna blev den fjärde och sista kyrkan på platsen.
Den nygotiska byggnaden överlevde större delen av andra världskrigets bombningar av Berlin men skadades allvarligt i samband med slaget om Berlin 1945, då de SS-enheter som förskansat sig i kyrkan kom under beskjutning. Efter kriget kom kyrkan att stå i ruiner, och eftersom DDR-myndigheterna inte ville finansiera en återuppbyggnad utan istället bygga en trafikled över platsen, kom ruinerna slutligen att rivas 1964. Kyrkans församling flyttade till nya lokaler på Neue Grünstrasse några kvarter längre söderut.
2007 påbörjades arkeologiska utgrävningar på platsen, då kyrkans grund och kyrkogården grävdes ut. Vid platsen för den tidigare kyrkan är ett interreligiöst centrum med bönerum för kristendom, judendom och islam planerade att färdigställas under 2018, det så kallade House of One.